# 山案座ε
山案座ε，又名CP-78 265，HD 60816、SAO 256415、HR 2919，是山案座的一颗恒星，视星等为5.53，位于銀經291.02，銀緯-25.01，其B1900.0坐标为赤經7h 31m 8.4s，赤緯-78° -25.01′ 5″。